# بيضة النعامة
بيضة النعامة- إحدى روايات الكاتب والروائي السوداني المصري الهولندي رءوف مسعد. تم طبع الرواية لأكثر من مرة، أعوام: 1994م عن دار "رياض الريس"، بيروت، 1995م، 2000م عن دار مدبولي، القاهرة، 2012م عن دار العين للنشر، 2014م بيت الياسمين للنشر والتوزيع- الجيزة. كما تم ترجمتها إلى اللغة الهولندية، وصدرت عن دار نشر "خويس" المهتمة بترجمة الآداب الأوربية والآسيوية والعربية إلى الهولندية، وقد قام بترجمة الرواية المستشرق الهولندي ريتشارد فان ليون. كما تم ترجمتها إلى بعض اللغات الأخرى مثل، الفرنسية والإيطالية والإسبانية والسويدية.

## عن الرواية
يذكر رءوف مسعد كاتب الرواية، أنه عندما كتب هذه الرواية مزج بين العديد من الأزمنة والأمكنة وعلى رأسها السودان وأسيوط. ويقول أيضًا أنه بدأ الكتابة فيها عام 1982م وانتهى منها حوالي 1994م، وأنه كتبها عندما كان في بدايات الخمسين من عمره بعد رحلة ترحال طويلة بين بلدان عربية وغربية، وأنه كتب "بيضة النعمامة ببطء ومعاناة لأنه لم يكن واثقًا من جدواها ولا حتى كينونتها الروائية، لذلك لم يهتم أساسًا بالتوافق مع النغمة السائدة في الكتابة المتعلقة بالانصياع للسلطات، وقرر أن يخرج متعمدًا على المحرمات الثلاثة في الكتابة الإبداعية العربية؛ لأنه لم يكن مهتمًا بنشرها أو عدم نشرها، خاصة وأنه بدأ يستمتع بكتابة هذه الرواية، والتي سحبته إلى عوالم الأحلام المنسية والذكريات المختبئة لاسترجاع أزمنة قد مضت.
ورواية بيضة النعامة رواية وسيرة ذاتية في نفس الوقت والمشاهد في الرواية متداخلة وخط السير فيها ليس ثابتًا، فالكاتب ينتقل بين ذكريات الماضي ذهابً وإيابًا، لكن ما يلبس أسلوب الكاتب أن يعيدك مرة أخرى إلى جو الرواية. وتقول الكاتبة والشاعرة أمينة عبدالله عن رواية "بيضة النعامة" أنها رواية ساحرة.
والسيرة الذاتية في رواية بيضة النعامة تأتي صريحة دون ظلال، حيث أن الراوي قد عاش في بيروت وعمل في جريدة السفيرحتى الحصار الإسرائيلي عام 1982م، انتقل بعد ذلك للعمل في مجلة منظمة العمل الشيوعي، وإذا كانت بيروت فصلاً من فصول سيرة الكاتب في "بيضة النعامة" مثل فصول البلدان الأخرى التي عاش فيها، وبخاصة مصر والسودان، فقد أوقف رؤوف مسعد على بيروت وحدها كتابه السردي "صباح الخير يا وطن".
ومن الدراسات العلمية الي تناولت الرواية بالنقد والتحليل، دراسة "الهوية والمسكوت عنه في روايتي (بيض النعامة) و (مزاج التماسيح) للروائي المصري رؤوف مسعد" بواسطة سمية سليمان الشوابكة، الأردن 2013م. وهناك أيضًا دراسة بعنوان " بيضة النعامة: تحرير الروح بالجسد" للباحث ماجد يوسف عام 1995م، كما أن رواية "بيض النعامة" لرؤوف مسعد كانت إحدى الروايات الــ(12) التي تضمنها كتاب "رواية السيرة الذاتية" للباحث ممدوح فراج النابي، الصادر عن الهيئة العامة لقصور الثقافة عام 2011م، بجانب روايات: "تلك الرائحة" لصنع الله إبراهيم، ورواية "قدر الغرف المقبضة" لعبد الحكيم قاسم، ورواية "الحب في المنفى" لبهاء طاهر، ورواية "والبحر ليس بملآن" لجميل عطية إبراهيم، ورواية "دنيا زاد" لمي التلمساني، ورواية "قميص وردي فارغ" لنورا أمين، ورواية "السيقان الرفيعة للكذب" لعفاف السيد، ورواية "أطياف" لرضوى عاشور.
في رواية "بيضة النعامة" يبدو رؤوف مسعد جريئًا إلى أبعد الحدود في رواية سيرته الذاتية، وهو يمزج بين عالمي السياسة والسجون وسجن الجسد. وتدور هذه الرواية بين عدة بلدان ولكن مصر والسودان هما العالم الأساسي لها، حيث ينقلنا من طفولته إلى صباه إلى كونه رجلاً ستينيًا، ورغم ذلك رؤوف لا يعتمد أي خط سردي تقليدي، ولا يهتم بترتيب الزمن أو الحكايات أو اقناع القارئ بأن السرد يجب أن يسير في خط منطقي معين، وقد خلق ذلك مجموعة من الالتباسات لدى القارئ خاصة فيما يتعلق بتصنيف هذه الرواية التي صدرت لأول مرة في بيروت عام 1993م، ولكن تم منعها ومصادرتها لما تتضمنه من موضوع جريء أكثر من مرة قبل أن تعاد طباعتها في مصر، وقد تمثل الالتباس في هوية السرد الذي يكتبه رؤوف مسعد هل هو رواية، أم سيرة ذاتية؟ ولعل ذلك ينطبق على بقية أعماله.
وهناك من يقارن بين تجربة رؤوف مسعد، وتجربة الكاتب المصري صنع الله إبراهيم، من حيث أن الثاني يعتمد في التوثيق السياسي والاجتماعي على المصادر والرحلات، بينما يعتمد الأول على التجارب الشخصية المباشرة، فعالم بيضة النعامة تبدو فيه الخرطوم وبورتسودان ومدن السودان نابضة بالحياة فيما يشبه الوثيقة الاجتماعية لفترة أواخر الستينيات إلى ما بعد التسعينيات. ويكتب مسعد شهادة عن "بيضة النعامة" تم نشرها في جريدة الأخبار المصرية في 2015م يقول من خلالها "أما الكتاب الذي أعطاني قدرًا من الشهرة فهو بيضة النعام التي يعتبرها الكثيرون رواية، واعتبرها أنا سردًا ولعل كل منا على صواب"
وعن معنى عنوان الرواية "بيضة النعامة" فيشرحه الكاتب في الرواية، حيث يقول: "أذكر مرة حينما ذهبت في زيارة سياحية إلى أحد الأديرة أنني رأيت بيضة نعام كبيرة معلقة على باب المذبح الداخلي. وسألت الراهب المرافق عن معناها فقال لي: إنها رمز لاستمرار الكنيسة عبر عصور الإضطهاد المعاقبة. قال أن النعامة عندما حس بالخطر تسارع بتخبئة بيضها ثم تجري مبتعدة عنه لتحول نظر المطارد عن البيض. قال أنها قد تضحي بحياتها عالمة أنها قد انقذ البيض".
رواية (بيضة النعامة) كانت عن التمييز الديني في مصر، وكانت عن كل أشكال التمييز أيضاً، ووضع المعارضين السياسيين السلميين في السجون بل وتعذيبهم وقتلهم، بالتالي كانت كنص تحتاج إلى بنية مختلفة عن البنى الروائية السائدة، فهي رواية عن السفر، وعن السحر والطقوس، وعن الأسرة المسيحية البسيطة في مصر التي تضمر داخلها عدم الثقة في الأغلبية المسلمة، أفراداً وحكومة، نتيجة تاريخ هذه الأقلية وعلاقتها بالدولة والدين الإسلامي ككل. وهي أيضاً رواية عن اكتشاف الجسد وطقوس هذه الاكتشافات.. والحديث عن التابوهات، الصلاة، والدين، والسياسة، والتي تعتبر من المحرمات بعنف في الثقافة العربية.
تعتبر بيضة النعامة لرؤوف مسعد عملاً في غاية الأهمية لأي شخص لديه أهتمامات أدبية، وذلك لعدة أسباب، أولهما: إذا اعتبرنا أن الكتاب الأقباط الذين كتبوا بالعربية يمكن تقسيمهم لأجيال وفقًا لعاملى السن والزمن، فمسعد يأتي في قمة الهرم. وهذا لا يؤكد مسيحيته التي تنصل منها في كتاباته، وإنما يساعدنا على التصنيف، خاصة وأنه يتطرق في صفحات كثيرة من الرواية لتشريح مشاكل وبنية أقباط مصر والسودان والمهجر. السبب الثاني يكمن في أن رؤوف مسعد واحد من هؤلاء المخضرمين الذين رأوا مصر في كل حالاتها، في شيوعيتها، وأيام الناصرية التي أودعته سجن الواحات، ثم الانفتاح الأقتصادي في عهد السادات وخروج الجماعات الإسلامية من معاقلها، لدولة مبارك في التسعينات. السبب الثالث أنه ينتمي إلى شلة من الكتاب الذين قدموا أدبًا حقيقيًا دون لأن يكون لهم رغبة في النجومية، ومن هذه الشلة الكاتب الكبير صنع الله إبراهيم وكمال القلش، وقد اشترك ثلاثتهم في تحرير كتاب أسموه "إنسان السد العالي".

## اقتباسات من الرواية[12]
في الردهة المعتمة التي يضيئها القمر القادم من الصحراء عبر وادي الملكات، اجلس في الجزء البعيد المظلم أراقب الثعبان المجنح يحيط بالإله أتون فوق واجهة المعبد المقابل، معبد مدينة هابوفي البر الغربي بالأقصر. اجلس بمفردي أحسو النبيذ الأبيض الدافيء وأدخن في الظلمة اراقب القمر يقترب ببطء من جناح الثعبان نائيًا بنفسي عن الصحبة. (ص، 31-32).
كنت آنذاك قد بدأت اكتشف القاهرة وأحياءها وسينماتها. احسست بهول الانحار الأقتصادي الذي وصلنا إليه وتفاهة المعاش الذي تقدمه الكنيسة لخدام الرب. وحيدًا في القاهرة بدون أصدقاء رحت أبحث عن زملاء طفولتي وصباي من السودان. وجدت بعضًا منهم. أعطوني الكتب الماركسية. كان الاحساس بالظلم الذي وقع علينا من الكنيسة، بالإضافة إلى اكتشافي عالم الفوارق الطبيعية (الموجودة حتى وسط القساوسة) جعلني ألتجىء إلى الماركسية باعتبارها ملاذ المظلومين والمبشرة بأرض الميعاد التي يتساوى فيها البشر. (ص،53-54)
رجعت مرة أخرى إلى السودان عام 1968 وكانت تلك اولى رحلاتي في محاولة الرجوع مرة اخرى إلى البدايات الأولى. ان أبدا من جديد. واستكشف تاريخًا وماضيًا من تحت تراب الزمن. إن اقتناعي بأني أشبه والدي في الكثير من الملامح النفسية دعاني أن اتبين الأسباب التي دعته لأن يقيم حياة جديدة ومختلفة في السودان عن حياة أخوته وجدوده الذين لم يغادروا مصر مطلقًا. اشتراكنا في التمرد على الأعراف السائدة والرغبة في المعرفة وعدم تقبل الأمور على علاتها وحب السفر والنهم للحياة ومسراتها؛ كل هذا جعلتي لا اربط بجذور عمياء أوة عاطفية بمصر كمكان يعلو فوق النظرة الناقدة وهذا بالاختلاف مع الكثير من المثقفين الذين يرهبهم تابوه "نقد الوطن" وحويله من مكان يجب أن تتوفر فيه شروط الإقامة المادية والنفسية والإنسانية الديمقراطية، إلى قدس أقداس. (ص، 258-259).